# Hotel Central (Bitterfeld)

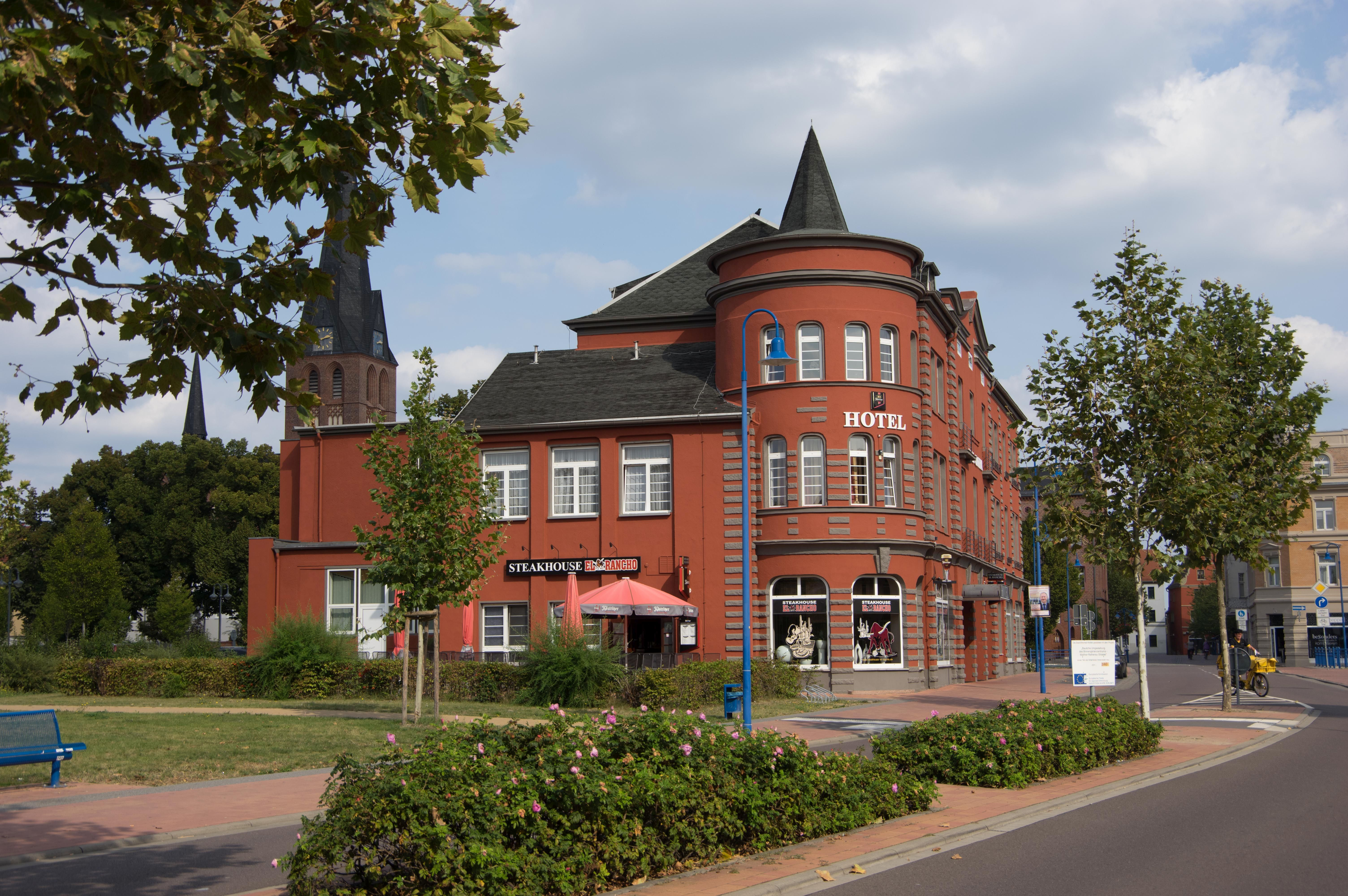
Hotel Central in Bitterfeld (2016)

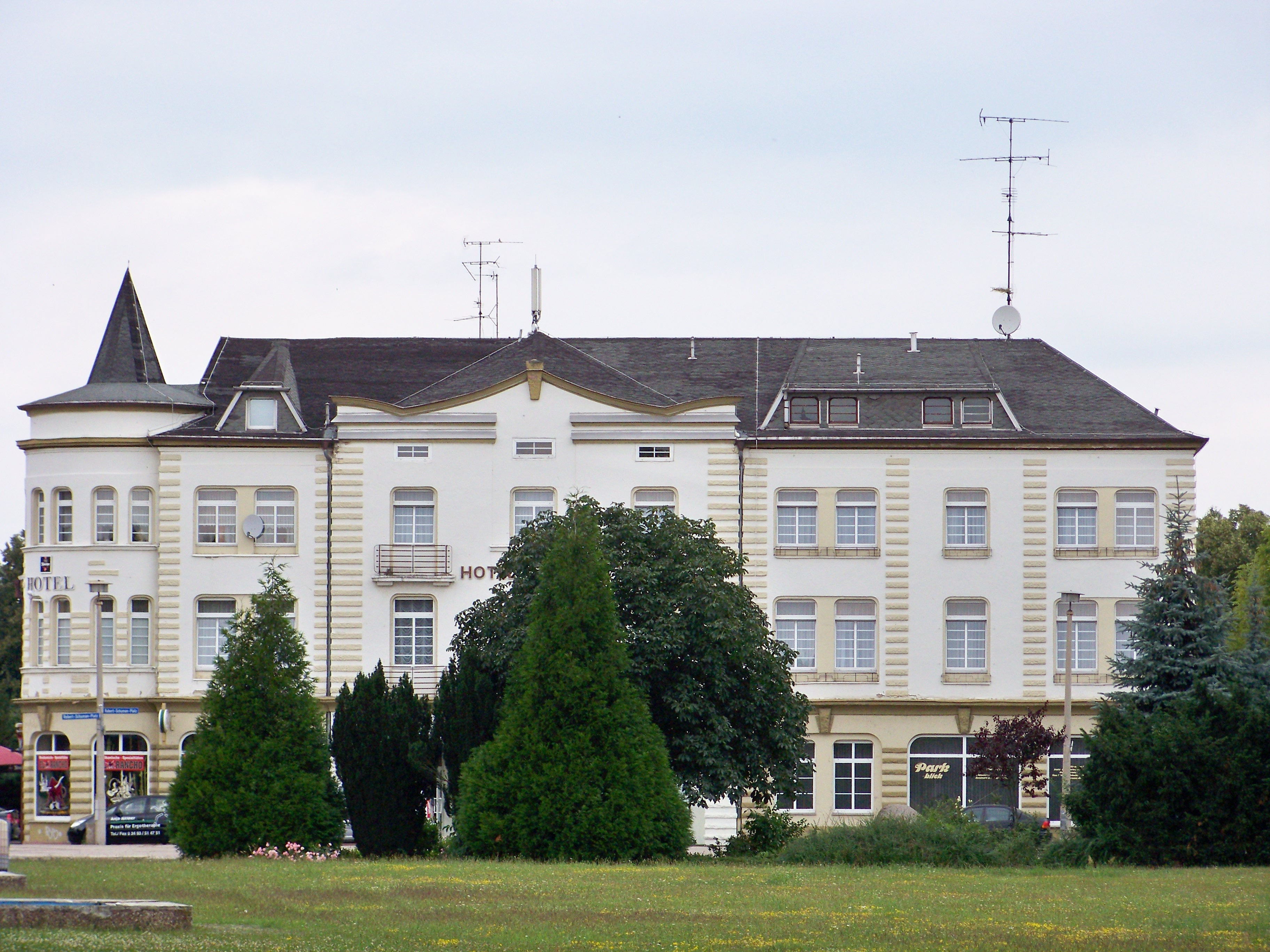
Hotel Central in Bitterfeld (2009)

Das Hotel Central in Bitterfeld ist ein Hotel in der Stadt Bitterfeld-Wolfen im Landkreis Anhalt-Bitterfeld in Sachsen-Anhalt.

## Geschichte
Im Jahr 1868 wurde westlich der Altstadt an einer der neuen, zum Bahnhof führenden Straßen, der damaligen Kaiserstraße und heutigen Walther-Rathenau-Straße, Dörings Konzerthaus errichtet, das trotz des Namens vorrangig ein Gartenrestaurant war. Es wurde aber auch mit dem Ziel errichtet, dort größere Theaterstücke aufführen zu können. Daher wurde es zum Teil auch Dörings Lokal und Dörings Concert- und Ballhaus genannt. Eine Erweiterung erfolgte im Jahr 1901. Zudem erhielt der Inhaber in diesem Jahr die Schankkonzession.
Im Jahr 1929 wurde das Konzerthaus um den Hotelbau erweitert, was das heutige Aussehen maßgeblich prägte, da dieser südlich entstandene Bau bis heute erhalten ist. Das Hotel Döring, wie es nun hieß, bestand damals neben dem heutigen Bau auch aus einem Anbau an der Nordostecke, der im Erdgeschoss große rundbogige Fenster besaß, im ersten Obergeschoss ebenfalls größere Fenster, die aber nur abgerundeten Ecken hatten, und im Dachgeschoss Fenster in Dachgauben. Dieser besaß sechs Achsen und einen Turm mit eigenem Eingang, dem weitere Fensterachsen nach Norden hin und ein Gebäudeflügel im Norden folgten. Dieser besaß weitere fünf Fensterachsen mit großen rundbogigen Fenstern. Eine Handskizze aus dem Jahr 1869 zeigt, dass dieser fünfachsige Bau im Norden der ursprüngliche Konzertsaal war. Daneben gab es damals nur einen Gebäudeflügel an der Binnengartenstraße, so dass alle anderen Gebäudeteile erst danach entstanden sein können.
Neben dem Kaiserhof war auch das Hotel Döring bei Vereinen beliebt. So traf sich hier nicht nur zeitweise der Bitterfelder Luftfahrtverein gelegentlich, sondern 1932 wurde hier vom 5. bis zum 10. Oktober der 42. Bundeskongress des Saale-Schachbundes abgehalten.
Im Jahr 1949 erfolgte die Umbenennung in Hotel Central. Zwanzig Jahre später kam es am 19. Februar 1969 zu einem Großbrand, der den Tanzsaal sowie Teile der Gaststätte und des Spiegelsaales so sehr zerstörte, dass sie nicht wieder aufgebaut wurden. In den 1960er Jahren wurde es zusätzlich zum HO-Hotel. Daher sind von den Gebäudeteilen im Norden und Nordwesten nur noch die drei Achsen am Eckturm erhalten, bei denen zudem die Form der Fenster des Erdgeschosses verändert wurde. Dort befindet sich seit vielen Jahren ein Restaurant, das auch den Eckturm mit benutzt und vom Hotel betrieben wird. 1991 erwarb eine Gastronom-Familie aus Quellendorf das Hotel und betrieb es unter dem bestehenden Namen weiter. Seitdem wurde es mindestens einmal saniert.

## Baubeschreibung
Durch die lange Baugeschichte, in der Bauteile hinzukamen und andere verschwanden, ist das Hotel heute keinem Baustil eindeutig zuzuordnen, obwohl der Großteil aus den 1920er Jahren stammt. Die Fenster sind mehrheitlich an den Ecken abgerundet, so dass sie flachbogig wirken und eine Mischform aus Korbbogen und Segmentbogen darstellen. Die Südfassade zum Robert-Schumann-Platz ist viergeteilt: der Turm links, daneben zwei Fensterachsen mit einem gemeinsamen Schaufenster und einer gemeinsamen Dachgaube, zentral ein Risalit mit drei Achsen, bei denen die linke den Eingang zum Hotel beherbergt, und rechts drei weitere Achsen, die aber weder im Dachgeschoss noch im Erdgeschoss umgesetzt wurden. Die vertikale Gliederung erfolgt daher weitgehend durch aufgeputzte Wandvorlagen, die einer Rustizierung ähneln. Die Ostseite weist schlichtere Fenster auf, die auf die Abrundungen verzichten.
Das Hotel steht als Baudenkmal unter Denkmalschutz und ist im Denkmalverzeichnis mit der Nummer 094 17638 erfasst. Am ehesten ist das Bauwerk in der heutigen Gestalt der Moderne zuzuordnen und innerhalb dieser am ehesten zur Heimatschutzarchitektur. Es bietet heute elf Einzelzimmer und 14 Doppelzimmer sowie einen Tagungsraum. Östlich des Hotels befand sich eine Fontäne in einem runden Wasserbecken, die später durch einen Springbrunnen mit vier Brunnenschalen und einer Stele im rechteckigen Becken ersetzt wurde, welcher ebenfalls nicht erhalten ist. Auch südlich des Hotels befanden sich zeitweise Wasserspiele.